# Mrzygłód (Myszków)
Mrzygłód ist ein Stadtteil von Myszków, in der Woiwodschaft Schlesien in Polen, südöstlich des Stadtzentrums.

## Geschichte
Der Ort Mrziglod wurde im Jahr 1373 erstmals urkundlich erwähnt, als eine neue Pfarrei im Dorf errichtet wurde. Aus dem frühen 15. Jahrhundert stammen die ersten Erwähnungen von Stadtbürgern und einem Vogt. Die im Südwesten gelegene Schwestersiedlung Mrzygłódka, früher auch Mrzygłód Stary (1529: Antiqua [Alt] Mrzyglod), wurde dagegen im Jahr 1469 als Mrzyglod erstmals erwähnt. Der Ortsname ist scherzhaft: mrzygłód ist ein Synonym für Nimmersatt bzw. Geizhals, Mrzygłódka ist eine feminine, diminutive Form dieses Namens (1598 auch maskulin Mrziglodek).
Beide Orte gehörten administrativ zum Kreis Lelów in der Woiwodschaft Krakau in der Adelsrepublik Polen-Litauen. Die Pfarrei von Mrzygłód umfasste um das Jahr 1600 auch die Ortschaften Niwki, Kuźnica Marcisza (Eisenhammer), Czyżówka (Eisenhammer), sowie die im Herzogtum Siewierz gelegene Będusz und Mijaczów (Eisenhammer). 1647 wurde die Stadt wiederangelegt.
Im Zuge der Dritten polnischen Teilung kamen sie 1795 an Preußen als Teil von Neuschlesien. 1807 kamen sie ins Herzogtum Warschau und 1815 ins neu entstandene, russisch beherrschte Kongresspolen. 1827 gab es in Mrzygłód 152 Häuser mit 1079 Einwohnern, in Mrzygłódka 70 Häuser mit 520 Einwohnern. 1848 wurde die Warschau-Wiener Eisenbahn durch das im Nordwesten benachbarte Dorf Myszków eröffnet. Im Jahr 1827 zählte dieses Dorf in der Pfarrei von Żarki 274 Bewohner, aber dank der Industrialisierung in der zweiten Hälfte des 19. Jahrhunderts übertraf es Mrzygłód, das im Jahr 1870 das Stadtrecht verlor. Am 1. März 1863 fand am Ort die Schlacht von Myszków des Januaraufstands statt, wo um 300 Polen etwa 250 Russen besiegten.
1916 betrachtete die deutsche Besatzungsverwaltung Mrzygłód administrativ vorläufig als eine Stadt mit 4348 Einwohnern. Nach dem Ende des Ersten Weltkriegs kam sie zu Polen. Im Jahr 1921 gab es im Dorf Mrzygłód, im Sitz der gleichnamigen Gemeinde im Powiat Będziński der Woiwodschaft Kielce insgesamt 218 Häuser mit 1387 Einwohnern, es waren überwiegend polnische Römisch-Katholiken, es gab auch 75 Juden. Die ganze Gemeinde umfasste auch Kossowska Niwa (früher Niwki), Kręciwilk, Mrzygłódka, Nierada, Nierada-Wesołka, Papiernia und Rok.
Beim Überfall auf Polen 1939 wurde das Gebiet von den Deutschen besetzt und dem Landkreis Warthenau im neuen „Ostoberschlesien“ zugeordnet. Während der Volksrepublik Polen erhielt 1950 Myszków das Stadtrecht. Mrzygłód sowie die früher der Gemeinde Mrzygłód gehörende Mrzygłódek, Kręciwilk und Nierada wurden 1984 nach Myszków eingemeindet.

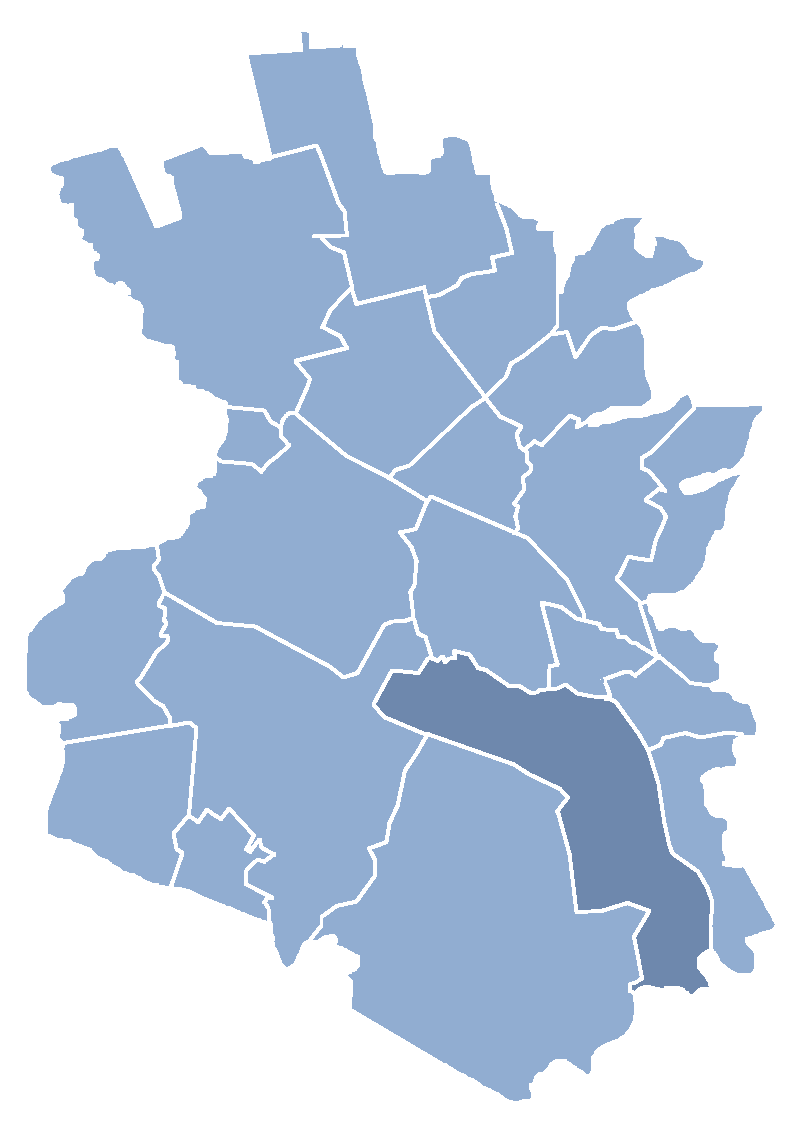
Lage des Stadtteils in der Stadt
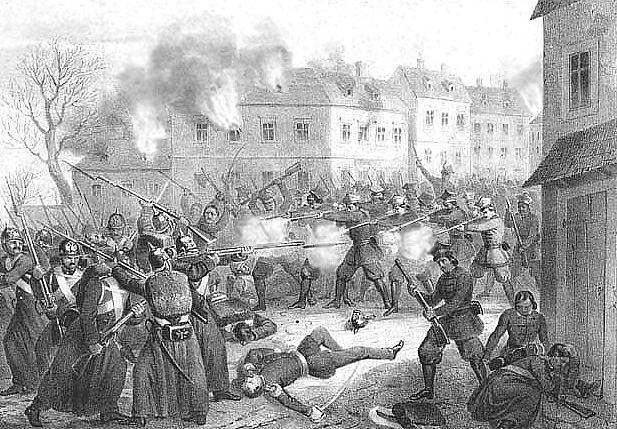
Schlacht bei Mrzygłód (1863)
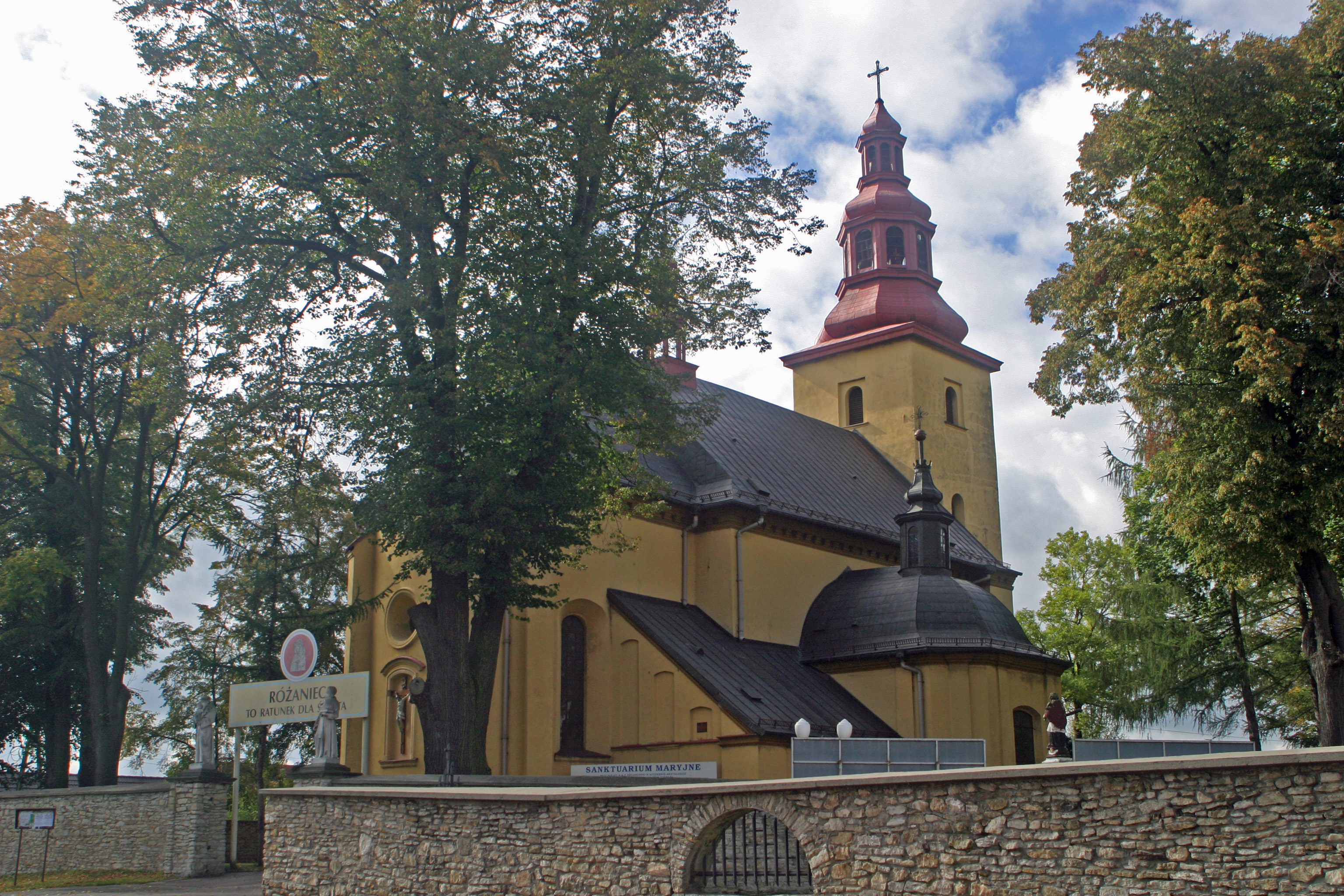
Ortskirche
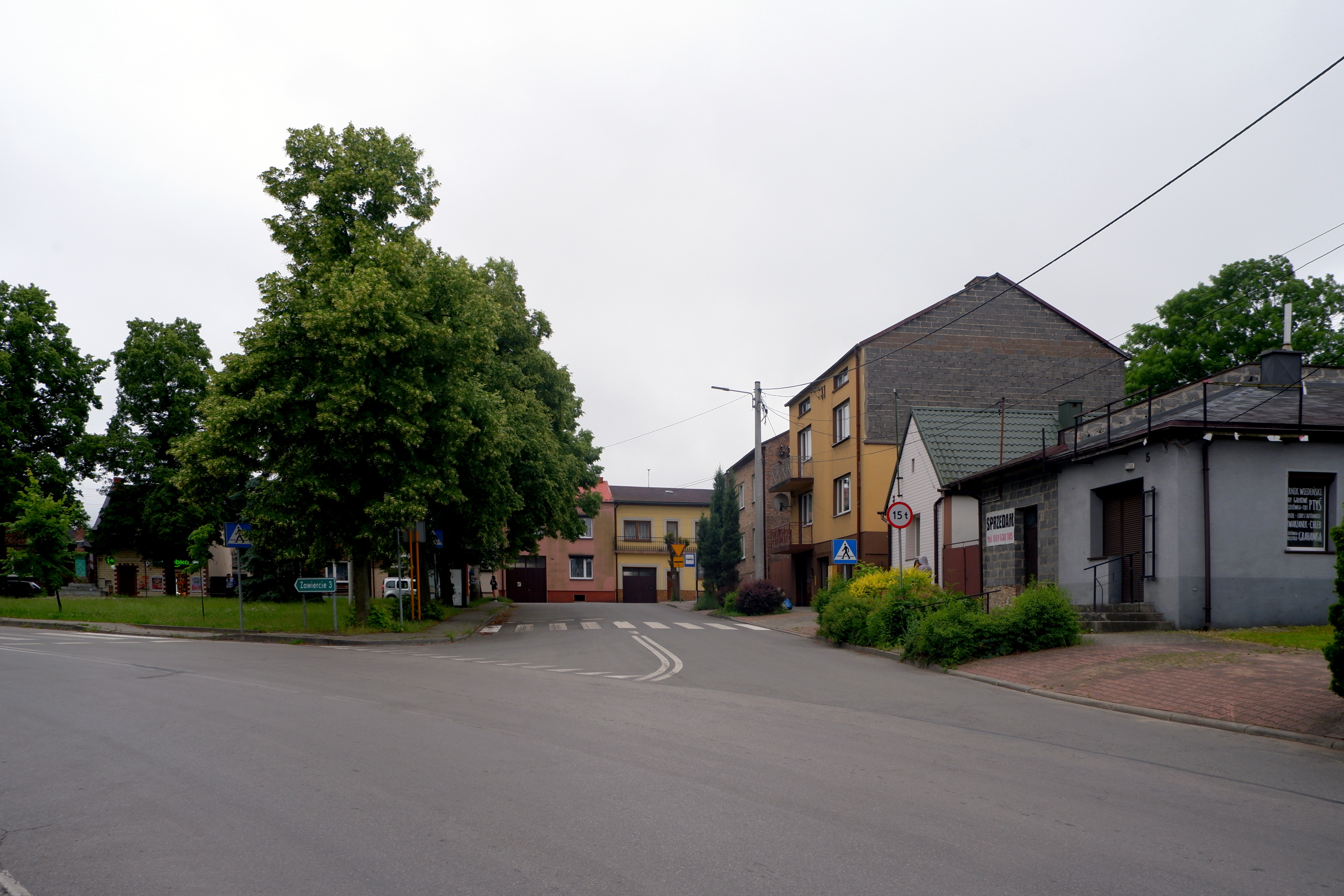
Marktplatz

## Sehenswürdigkeiten
- Sanktuarium bzw. Kirche aus den Jahren 1653–1662